# Josef Bininger
Josef Bininger (20. září 1811 Žebrák – 21. dubna 1877 Kutná Hora) byl český a rakouský právník a politik, v polovině 19. století poslanec Říšského sněmu.

## Biografie
Narodil se v Žebráku v roce 1811 otci B. Kasparovi, revizorovi úřadu pro výběr daní z nápojů, který zemřel někdy před rokem 1830.
V letech 1830 - 1834 studoval práva na pražské Univerzitě Karlově.
Během revolučního roku 1848 se zapojil do veřejného dění. Ve volbách roku 1848 byl zvolen na ústavodárný Říšský sněm. Zastupoval volební obvod Dolní Kralovice. Profesně se uvádí jako magistrátní rada v soudní službě v Praze, v Milevsku a jako zastupující magistrátní rada v Ledči nad Sázavou. Na sněmu se řadil k pravici. Zapojil se do debat o zrušení poddanství a argumentoval i proti poplatkům, které historicky odváděla vrchnosti česká města a které zahrnoval rovněž mezi feudální povinnosti, jež mají být zrušeny.
Patřil mezi důvěrné známé Karla Havlíčka Borovského.
Roku 1849 je uváděn jako auskultant, roku 1850 jako přísedící u okresního soudu v Turnově, poté jako soudní adjunkt u různých okresních soudů: roku 1855 v Litomyšli, roku 1856 v Roudnici nad Labem a roku 1857 u Okresního soudu v Benešově. Následně je zmiňován roku 1857 jako okresní přednosta a roku 1860 jako přednosta okresního úřadu.
V roce 1870 se uvádí jako c. k. okresní soudce v Novém Bydžově. V tomto městě byl již v roce 1861 zvolen do městského zastupitelstva a usedl v obecním výboru. Zmiňuje se při té příležitosti, že nedlouho předtím mu město udělilo čestné občanství.
Roku 1871 se připomíná jako přednosta městské pobočky českého zemského soudu v Kutné Hoře. Ve funkci setrval do počátku roku 1877 (podle jiného zdroje do konce roku 1876), kdy odešel na vlastní žádost do penze v hodnosti rady c. k. vrchního zemského soudu.
Zemřel bezdětný v Kutné Hoře v roce 1877, ve věku 65 let. Vdova Anna Biningerová, rozená Angel (1816-1880) poslední léta bydlela a zemřela v Praze na Novém Městě.